# Чернігівщина
Чернігівщина — історико-географічний регіон у північно-східній частині України. Займає північну частину Придніпровської низовини, так званого лівобережного Полісся.

## Загальні відомості
У часи існування Київської Русі на території Чернігівщини існувало Чернігівське князівство. Після завоювання його монголами у 13 столітті воно увійшло до держави Золотої Орди. Чернігівщина була однією з перших земель, визволених литовсько-руськими військами від Золотої Орди в середині 14 століття, внаслідок чого увійшла до складу Великого князівства Литовського і Руського. У 15-16 століттях за володіння цією землею велися тривалі війни між Великим князівством Литовським і Руським та Великим князівством Московським, а з 16 століття — Річчю Посполитою і Московським царством. З 1649 по 1764 роки Чернігівщина у складі декількох полків входила до складу козацької держави, Гетьманщини. Після ліквідації останньої Російською імперією центр чернігівських земель був перетворений на Чернігівську губернію, яка проіснувала до початку 20 століття.
Зараз Чернігівщина межує на південному заході вздовж Дніпра з Київщиною і Київським Поліссям, на північному заході — з Білорусією, на півночі — з Брянщиною, на північному сході — зі Слобожанщиною, а на півдні — з Полтавщиною. На півдні чернігівські землі охоплюють смугу лісостепу до 50 км ширини від лінії Бобровиця — Ніжин — Бахмач — Кролевець — Глухів.
Територія Чернігівської області у 1983 році дорівнювала 31 900 км² і нараховувала 1 459 000 чоловік. Вона відповідала Чернігівській губернії, за винятком 4 північних повітів, які входять до складу Брянської області, Росії, і східних територій колишніх повітів Конотоп, Кролевець, Глухів, які входять до складу Сумської області, Україна. Чернігівська область має у своєму складі Прилуцький район, який колись входив до складу Полтавської губернії.
Природа Чернігівщини оспівана в повісті Олександра Довженка «Зачарована Десна» та однойменному фільмі, знятому цим видатним українським кінорежисером і письменником.

## Географія
Майже вся Чернігівщина входить до складу Придніпровської низовини, лише невелика частина на північному сході — до складу Середньої височини. Чернігівські землі лежать у лісовій смузі — це так зване Чернігівське Полісся, в якому інколи вирізняють ще Новгород-Сіверське Полісся. Чернігівщина являє собою легко хвилясту рівнину, яка має загальний похил з північного сходу на південний захід. Алювіяльні мореново-зандрові і зандрові рівнини розчленовані долинами річок до 50 м. На вододілах і терасах наявні досить великі лесові острови з розвиненою яружною ерозією. Ще більше ерозійний краєвид є поширений у лісостепу, смузі на південному сході Новгород-Сіверського Полісся. Завдяки крейдовому підніжжю і значній ерозії (до 100 м), становить своїм краєвидом перехід до Середньої височини.
Корисні копалини Чернігівщини — нафта, торф, фосфорити, крейда, вапняки, каолін.
Клімат помірковано континентальний. Температура липня від 18,4° до 19,9° С, січня від — 6° до — 8° С;. Період з температурою понад 10° — 150—160 днів на рік. Річне число атмосферичних опадів 500—600 мм (понад половина їх припадає на літне півріччя), сніговий покрив тримається 90 — 100 днів.
Вздовж західних меж Чернігівщини протікає Дніпро. Головна річка Чернігівщини — Десна, яка тече з північного сходу на південний захід. Її ліві притоки — Сейм, Доч, Остер; праві — Убідь, Мена, Снов, Білоус.
Близько 4,5 % території Чергінівщини становлять торфові багна. Найбільші з них — Замгай (4330 га), Остерське (10 560 га), Сновське (9 400 га), Смолянки (4 300 га). Ґрунти в північній (поліській) частині чернігівських земель переважно дерно-підзолисті, а також сірі і світло-сірі опідзолені та торф'яно-болотисті; у смузі Лісостепу — чорноземи. В зв'язку з глобальним потеплінням клімату та посиленням антропогенного фактору ґрунти Чернігівщини на початку XXI ст. зазнали значного негативного впливу. В першу чергу це стосуються "запісочення" черноземів, що відбилося на врожайності зернових та інших сільськогосподарських культур.
У північній частині Чернігівщини переважають мішані ліси — сосна, дуб, береза, осика, чорна вільха, граб (лише в західній частині), тополя; в південному лісостепу — невеликі, переважно дубові ліси (тут існує дендрологічний парк «Тростянець»). Ліси займають близько 20 % всієї території Чернігівщини.

## Історія

### Давнина

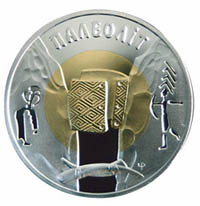
Мізинський браслет із ікла мамута на національній монеті України

Перші сліди людності на території Чернігівщини належать до середнього палеоліту (село. Чулатів біля Новгорода-Сіверського); їх більше з доби пізнього палеоліту (стоянки над Десною — Пушкарівська і Мізинська, в Новгороді-Сіверському і в Журавці над р. Удаєм), з трипільської культури, скитської доби й юхнівської культури. З початку нової ери відомі слов'янські поселення.

### Князівство
У ранню добу на Чернігівщині жили з 9 століття сіверяни; тоді ж Чернігівщина увійшла до складу Київської держави (див. Чернігово-Сіверська земля), в 11 столітті утворилося Чернігівське князівство, а місто Чернігів (відоме з 907) стало значним політичним, культурним й економічним центром Русі. Інші міста Чернігівщини: Любеч (з 882 p.), Новгород-Сіверський, Стародуб (1096), Ніжин (1147), Остер (1098), Прилуки (1092), Курськ (1095), Вир (1113) та інші.

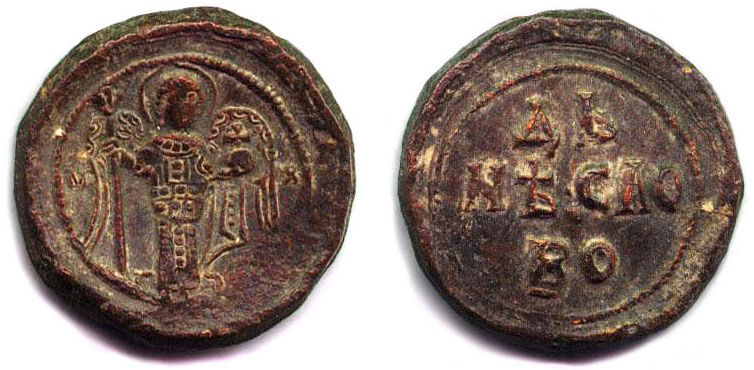
Печатка Олега, князя Чернігівського. 1094 р.

З кінця 11 століття чернігівскі князі вели безперервну боротьбу з половцями; тоді Чернігівщина поділилася на менші складові князівства; серед них Чернігівське і Новгород-Сіверське (в останньому жив князь Ігор Святославич, який виступив у похід проти половців). Великодержавна політика чернігівських князів створила умови для розвитку високої культури, яка мала всеукраїнський характер. Про це особливо свідчать видатні пам'ятки архітектури в Чернігові (з 11 — 12 століть, див. Чернігів), у Новгороді-Сіверському (Спаський собор), у Любечі (фортеця) й інші. На Чернігівщині виробляли мист. вироби, практикували золочення й інкрустацію, емаль, виготовляли скляні й ін. вироби.
У 1239 році Чернігівщину захопили татари, і вона опинилася у васальній залежності від Золотої Орди. Занепад тривав близько ста років. У 1345—1352 роках литовський Великий князь Ольгерд підкорив собі Чернігівщину і посадив на удільних столах своїх синів. Край часто зазнавав спустошень від татар. Унаслідок війни між Литвою і Москвою в 1500—1503 роках Чернігівщину опанувала на одне століття Московське князівство.

### Воєводство
За Деулінським перемир'ям 1618 року (після війни Москви з Річчю Посполитою) Чернігівщина відійшла до Польщі. 1635 року в північній частині Чернігівщини створено Чернігівске воєводство, а південна частина перейшла до Київського воєводства.

### Полк
Під час Хмельниччини керівником повстанських загонів на Чернігівщині був Мартин Небаба. Наприкінці 1648 року створено Чернігівський, Ніжинський і Стародубський полки у складі козацько-гетьманської держави. Чернігівщина була далі тереном Україно-польської війни. Після Білоцерківської угоди і повороту на Чернігівщину польських панів багато селян рятувалося перед утисками польської шляхти переселенням на безлюдні землі Слобожанщини, які належали до Московського царства (серед іншого вони заснували фортецю Острогожску). У 1650-х роках Чернігівщина була тереном українсько-московської війни (перемога гетьмана І. Виговського під Конотопом 1659). За Андрусівською угодою між Москвою і Польщею (1667) Чернігівщина разом з Лівобережжям підпала під зверхність Москви. Столицею Гетьманщини стали міста на Чернігівщині: Батурин (1669—1708) і вдруге (1750 — 1764), згодом Глухів. За російсько-шведської війни 1705 — 1709 на Чернігівщині точилися бої за Стародуб і Новгород-Сіверський, а коли гетьман І. Мазепа перейшов на швед. бік, царський полководець О. Меншиков в 1708 році знищив Батурин.
У 18 столітті Чернігівщина відігравала провідну роль на культурному відтинку для Лівобережної, а навіть усієї України. Тут жили і працювали культурно-церковні діячі: Л. Баранович, І. Ґалятовський, І. Максимович, що заснував 1700 Чернігівську Колегію. У розвитку освіти і культури багато допомогло друкарство: 1675 створено друкарню у Новгороді-Сіверському, яку пізніше перенесено до Чернігова. На Чернігівщині працював державний діяч ген. хорунжий М. Ханенко (1691—1760), з неї був родом видатний лікар В. Самойлович. З самого початку культову роботу вели також монастирі, яких у середині 18 століття було 16 чоловічих і 4 жіночих: Маковецький, Троїцький і Єлецький у Чернігові, Спасо-Преображенський у Новгороді-Сіверському, Благовіщенський у Ніжині, Густинський б. Прилуки, Любецький, Рихлівський, Домницький, Макошинський та ін. Високо стояла народна освіта (лише у двох полках Ніжинському і Чернігівському було 359 церковно-парафіяльних шкіл.
За Гетьманщини і в кінці 18 століття значного розвитку досягла архітектура на Чернігівщині: відбудовано пам'ятки з княжої доби та створено нові архітектурні ансамблі: у Чернігові, а також у Ніжині: Миколаївський собор (1660-ті), Михайлівську церкву (1714 — 31), Благовіщенський собор (1716), Покровську церкву (1757) і Введенський собор (1772); у Новгороді-Сіверському: Успенський собор, Петропавлівську церкву, перебудовано Спасо-Преображенський собор (1796), будинок бурси, тріумфальну камінну арку; у Козельці: двоповерховий будинок полкової канцелярії (1760), собор Різдва Богородиці (1752 — 1763), споруджені А. Квасовим і І. Григоровичем-Барським, багатоповерхова дзвіниця; у Батурині: палац К. Розумовського (архітекти А. Рінальді і Ч. Камерон). Видатну архітектурну пам'ятку становив комплекс споруд Густинського монастиря, особливо Троїцький собор (1674).
За Гетьманату основною галуззю народного господарства на Чернігівщині було сільське господарство, але певне значення мали і деякі промисли: ґуральництво і млинарство, метал, (близько 100 рудень), поташева (будні), скляна (гути), парусно-полотняна і суконна промисловість.
Щодо соціальних процесів, то з кінця 17 століття збагачувалися великі власники, коштом зубожіння селян; козацький стан зберігав деяку соціальну рівновагу. З уваги на прикордонне положення і можливість збуту товарів до Росії на Чернігівщині значно зросли торговельні центри. Вже за польської влади, у 1620-х роках, магдебурзьке право мали Чернігів, Ніжин і Стародуб, за козацької держави його поширено на Новгород, Конотіп, Глухів, Козелець, Березну, Батурин. Найбільшим економічним центром став Ніжин (в 1786 році нараховував 11 000 меш.), за ним ішли Чернігів (3 900) і Прилуки (6 200 меш.).

### Губернія
Після ліквідації Гетьманату і полкового устрою російський уряд створив у 1782 році на території Чернігівщини два намісництва: Чернігівське і Новгород-Сіверське. 1782 з цих намісництв утворено Малоросійську губернію з осідком у Чернігові, а 1802 знову її поділено на Чернігівську і Полтавську губернію (до останньої відійшла Прилука), але давні державно-козацькі традиції і автономічні прагнення і далі зберігалися на Чернігівщині (найвиразніше в Україні), бо українська старшина і визначні роди не денаціоналізувалися і не пішли на співпрацю з російським урядом; вони поширювали самостійницькі ідеї Мазепи і Полуботка, інформували чужинців про минуле України (Конвент 1794, Ж. Б. Шерер), публікували матеріали до історії, літератури, етнографії, про церкву України. Цьому станові сприяв і факт, що губернськими маршалами Чернігівського намісництва були українські патріоти: І. Горленко (1782 — 1785), А. Полетика (1785 — 1788), В. Тарновський (1790 — 1794). На Чернігівщині до 1917 існував окремий козацький стан, що мав свої права і привілеї.
Найактивнішими в національному русі були Новгород-Сіверський патріотичний і Чернігівський гуртки, до яких належали визначні культурно-політичні діячі Чернігівщини або ті, що працювали на Чернігівщині. Багато з українських автономістів були вихованцями Київської Академії і студіювали в чужих університетах. Серед автономістів Чернігівщини в кінці 18 століття визначилися: провідник шляхетства Ніжина і Батурина Г. Долинський, військовій канцелярист П. Коропчевський, учасник повстання пікінерів 1760-х pp. А. Гудович, утаємничений у справі закордонної місії В. Капніста 1791, директор Новгород-сіверської гімназії І. Халанський, автор проекту заснування Академій Наук і Академічної книгарні Ф. Туманський, композитор А. Рачинський, придворний капельмейстер гетьмана К. Розумовського, військовий діяч М. Миклашевський, що намагався відновити козацькі полки на Лівобережжі, начальник канцелярії гетьмана К. Розумовського О. Лобисевич, військовий діяч і автор «Малороссийской истории» А. Худорба, історик і державний діяч з Ніжина П. Симоновський, прихильник автокефалії Української Православної Церкви єпископ В. Шимацький, архімандрит М. Значко-Яворський, що сприяв Гайдамаччині, священник О. Пригара, автор «Особого или Топографического описания города … Новгорода-Северского — 1786 г.». Серед чернігівських автономістів були: О. Шафонський, автор документованої праці про Чернігівщину, В. Чарниш, чернігівський губернський маршалок, Р. Маркович, губернський прокурор, T. Каменський, А. Чепа й інші.
Уродженці Чернігівщини брали участь у русі декабристів; Чернігівський полк, що перебував у Василькові, виступив 29 грудня 1825 роки, але ця спроба була придушена. У 1820-х роках дехто з професорів Ніжинського Ліцею підтримував зв'язки з Малоросійським Таємним Товариством. У першій половині 19 століття поширилася освіта і культурне життя на Чернігівщині. На початку 19 століття діяли гімназії у Чернігові й Новгороді-Сіверському; 1820 гімназія вищих наук у Ніжині (1832 перетворена на ліцей, а 1875 на Історико Філологічний Інститут). Натомість на початку 19 століття народна освіта занепала: якщо в середині 18 століття в самих тільки Чернігівському і Ніжинському полках було 369 парафіяльних шкіл, то 1861 в усій Чернігівській губернії було їх лише 88, і то зрусифікованих. Значний вклад у загальну культуру і науку внесли вихідні з Чернігівщини: композитор М. Березовський, скульптор І. Мартос, славіст О. Бодянський, Т. Шевченко часто відвідував Чернігівщину. (1843, 1845 — 47, 1859). Тут він створив багато своїх творів, частково написаних за матеріалами з Чернігівщини. У 1846 році з доручення Археографічної комісії Шевченко їздив описувати історії і архітектурні пам'ятки Чернігівщини Проте, після першої чверті 19 століття Чернігівщина втрачає першорядне значення в українському національному відродженні; затьмарює її Полтавщина.
У першій половині 19 століття зайшли деякі зміни в економічному стані Чернігівщини: збільшилася площа під технічними культурами, зокрема тютюном, коноплями, цукровим буряком. Виникла цукрова промисловість, розвинулися інші галузі харчові і суконної промисловості.
Після скасування кріпацтва в 1861 році на Чернігівщині було 3 805 000 десятин земельних володінь, з чого 1889 000 належали селянам, 1625 000 було у приватному володінні дворян й інших станів, 210 000 належало державним й іншим власникам (стан на 1877). Реформа вплинула на часткову зміну зайняття населення — від хліборобства до промисловості: на 2000 підприємствах Чернігівщині працювало близько 30 000 робітників. Найважливіші галузі промисловості: цукрова з 12 заводами (найбільший Корюківський), на яких працювало 30 % усіх робітників губернії; ґуральництво (68 ґуралень з 940 робітниками), текстильна з центром у Клинцях (Чернігівщина посідала перше місце в Україні), тартаки (13 заводів).
З кінця 1880-х років до 1920 року на Чернігівщині діяли земства. Серед земських діячів Чернігівщини з ліберально-українофільськими наставленнями були: О. Русов, І. Шраг, Ф. Уманець, П. Дорошенко, М. Савицький, О. Тищинський, І. Петрункевич й ін. Група громадян: О. Тищинський, Л. Глібов, О. Ніс, О. Маркевич, Л. Лавріненко, П. Борсук та ін. заснували Чернігівську Громаду (1861 — 1863), яка видавала «Черніговскій Листокъ», єдине українське періодичне видання на всю Наддніпрянщину (редактор Леонід Глібов).
У другій половині 19 століття частина уродженців Чернігівщини належала до російських народників: брати І. і В. Дебагорій-Мокрієвичі, Д. Лизогуб, М. Кибальчич. На Чернігівщини жили і працювали українські письменники: Л. Глібов, починали свою літературну діяльність Марко Вовчок, П. Мирний, а згодом Б. Грінченко (у 1894—1902, перебуваючи на Чернігівщині, надрукував 60 українських книг накладом 200 000 примірників), М. Коцюбинський, В. Самійленко; українські історики: Олександр Маркович (також громадський діяч Чернігівщини, губернський маршалок, згодом підготовляв селянську реформу на Чернігівщині), Олександр Ханенко, А. Верзилов, О. Лазаревський; вони присвятили багато своїх дослідів Чернігівщині, використовуючи чернігівські архіви.
З Чернігівщиною пов'язані імена відомих мистців:
- І. Рєпін,
- М. Самокиш,
- В. і К. Маковські,
- І. Рашевський,
- М. Врубель,
- Л. Жемчужников,
- акторка і громадська діячка М. Заньковецька;
- кобзарі, уродженці Ч. і О. Вересаї,
- Т. Пархоменко,
- А. Шут.

Чернігівщина була відома особливим стилем домашнього іконопису. Він відзначався яскравістю і реалістичним зображенням святих, використанням червоної і жовто-гарячої фарб, а також рослинним орнаментом. Чернігівські ікони були відомі далеко за межами регіону. Їх зібрання перебуває в експозиції і фондах Музею української домашньої ікони історико-культурного комплексу «Замок Радомисль».
У 1893—1917 рр. активною була Українська Громада в Чернігові, до якої належали І. Шраг, А. Верзилов, О. Тищинський, В. Андрієвський, В. Самійленко, Б. Грінченко, М. Коцюбинський, О. і С. Русови та ін.
В 1905 році у Чернігові засновано «Просвіту». З 1902 діяв Чернігівський комітет РУП, (М. Порш, О. Русов) і мав сільських та робітничих організації у Чернігові, Острі, Козельці, Шостці, Чемері й інших міст. 

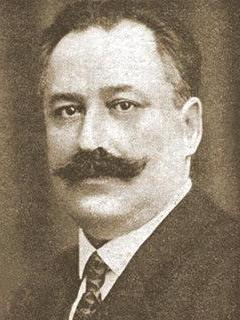
Дорошенко Дмитро Іванович — Чернігівський губернський комісар за часів Центральної Ради УНР з вересня 1917 до січня 1918.

На початку 20 століття Чернігівщина  перебувала у невідрадному соціально-економічному стані. Селянство становило 90 % населення, але воно володіло тільки 42 % всіх земель. У 1905 в губернії було 267 300 малоземельних господарств (бл. 73 %). Багато селян ішло в найми, інші в пошуках землі відходили у віддалені райони. Після революції 1905—1906 рр. поставали нові дрібні фабрики, досягнувши 1913 — чисельностю у 334шт, в них працювало 28 000 робітників. Окрім того, у містах і селах працювали близько 80 000 ремісників. Населення Чернівецької губернії становило 1913 — 2456000 осіб, у тому числі 308000 (10,4 %) у м. Надмір населення у селах і брак для них праці у містах спричинив масову еміграцію до Азії.
Напередодні першої світової війни дещо покращав стан шкільництва, у 1912 навчалося у всіх школах губернії 142 300 дітей (у тому числі 38 400 дівчат), однак 40 % дітей залишилося поза школою.
На початку революції 1917 Чернігівщина активно включилася в національно-політичне життя української державності. Від Чернігівської губернії членами Центральної Ради на Всеукраїнському Національному Конгресі були обрані І. Шраг, Г. Одинець, М. Рубісов. Під час наступу більшовиків на Україну на початку 1918 р. Чернігівщина була театром завзятої боротьби (29.1.1918 — бій під Крутами).
Захопивши остаточно Чернігівщину наприкінці 1918 й на початку 1919 року, більшовики відірвали від Чернігівської губернії чотири північні повіти, приєднавши їх до Брянщини (РРФСР).

### Область
В 1925 році Чернігівську губернію ліквідовано та поділено на округи: Чернігівський, Глухівський, Ніжинський і Конотопський.
В 1930 році — повернений Україні Путивль.
В 1932 році утворено Чернігівську область.
А в 1939 році з її складу виокремлено Сумську область.
Серед більшовицьких діячів, що походили з Чернігівщини були: Ю. Коцюбинський, В. Антонов-Овсіенко, М. Подвойський, В. Примаков. З радянською окупацією відбулося зникнення особливостей поодиноких українських земель і зрівняння їх за одним стандартом. Проте в 1920-х pp. при історичній секції України АН була створена комісія Лівобережної України (гол. О. Гермайзе), яка досліджувала й Чернігівщину, та видано низку матеріалів, присвячених Північному Лівобережжю. При ВУАН діяв також Чернівецький історичний архів (керівник Ф. Федоренко). Серед визначних уродженців Чернігівщини того часу були письменники:
- П. Тичина,
- С. Васильченко,
- В. Еллан-Блакитний,
- І. Кочерга,
- кінорежисер О. Довженко,
- композитор-диригент Г. Верьовка,
- композитор Л. Ревуцький,
- економіст-статистик М. Птуха,
- історик О. Оглоблин.

За другої світової війни область на Чернігівщині формувалися радянські партизани під проводом О. Федорова і М. Попудренка. Область зазнала великих нищень, У жовтні 1943 року після відступу Німців Чернігівщина знову опинилася під радянською владою.
З 1991 до нинішнього часу Чернігівська область — у складі незалежної України.

## Демографія
За козацько-гетьманської держави Чернігівщина була одним з найбільш заселених країв України — 19 мешканців на 1 км²; це пояснюється давнім заселенням і відносно спокійним положенням; татарські набіги тут були рідкі. Густота населення залежала від врожайності ґрунтів; найгустіше була заселена територія Прилуцького полку (28 меш. на 1 км²), що лежав в районі чорноземів, найрідше — Чернігівського полку з піщаними ґрунтами і збагненнями (18 меш. на 1 км²).
На Чернігівщині жило:
- 1764 рік — 964 000 осіб;
- 1782 рік — 1 177 000 осіб;
- 1858 рік — 1 472 000 осіб;
- 1921 рік — 2 322 000 осіб;
- 1914 рік — 3 020 000 осіб.

Чернігівщина завдячувала це значне збільшення населення великому природному приростові (на початку 20 століття на 1 000 мешканців близько 48 народжень, 29 смертей, 19 % природного приросту). Але тільки близько 2/3 природного приросту лишалося, близько 1/3 переселялося від кінця 18 ст. на Південну Україну, Кубань та на Надволжя, пізніше на східне Передкавказзя, від кінця 19 століття за Урал, Сибір, Далекий Схід. Чернігівщина давала найбільший континґент переселенців. Велике аґрарне переселення і брак промисловості були причиною цієї еміграції.
За роки 1898—1913 еміґрувало за Урал близько 250 000 осіб. Слідами розселення чернігівців в Азії є назви: Чернігівка, Новочернігівка та інші. Крім того, щороку близько 150 000 осіб виїздило на сезонні роботи на Донбас та Криворіжжя. Через значну еміграцію приріст населення був слабший, ніж на інших українських землях. За 100 років до 1918 населення центральних українських земель збільшилося в 4 рази, в Чернігівщині в 2,5 рази. Разом з тим зростала густота населення Чернігівщини: 1851 — 26,3 мешканців на 1 км², 1897 — 44,2, 1914 — 57,8; 1897 91 % населення жило в селах, 1913 — міське населення становило 307 700 осіб (10,1 %).
Найбільшими містами були:
- Ніжин — 32 000 осіб;
- Чернігів — 27 000 осіб;
- Стародуб — 26 000 осіб;
- Конотоп — 23 000 осіб;
- Глухів — 17 000 осіб;

Війни й революції спричинили спад людності Чернігівщини; з 1923 знову відбувся приріст, навіть більший, ніж до 1914. На території губернії (без 4 північних повітів), в 1914 році жило 2 235 000 людей.
Пізніше еволюція та сама, що й на більшості українських земель: великі втрати населення у 1915 — 1922 pp. і ще більші під час голодомору в 1932 — 1934 pp. і втретє у 1941 — 44 (разом населення зменшення на 30 %). Незважаючи на пізніший приріст, чисельність населення не досягло довоєнного рівня. З 1960 воно навіть зменшується:
- 1940 рік — 1 876 000 осіб;
- 1950 рік — 1 488 000 осіб;
- 1959 рік — 1 573 000 осіб;
- 1965 рік — 1 570 000 осіб;
- 1970 рік — 1 500 000 осіб;
- 1981 рік — 1483 000 осіб.

Природний приріст населення найменший в Україні (1974 — на 1 000 : народилося 12,7, померло — 10,7, природного приросту — 2,0).
Густота населення одна з найменших в Україні (46,5 на 1 км²). Як і давніше, вона найбільша в смузі Лісостепу (до 60 на 1 км²), найменша на півночі (20 — 30 на 1 км²). Міське населення становить на 1981 — 46,3 % (1960 — 23,9 %, 1970 — 35,4 %). Серед міст зменшилося давнє значення Ніжина, який є другим містом на Чернігівщині (76 000 меш. на 1983) після Чернігова (263 000), але він більший від Прилук (69 000).
Чернігівщина належить до областей з найбільшим відсотком українців. За переписом 1897, українці становили в Чернігівській губернії (без 4 північних повітів) 91,8 %, росіяни — 3,2 %, євреї — 4,5 %; на 1926 відповідні відсотки: 92,3, 3,0, 4,5; національний склад населення на території Чернігівської області на 1959 — 94,6 % українців, 3,9 % росіян, 0,9 євреїв, на 1970 — відповідні відсотки: 93,6, 4,8, і 0,7. Ці числа вказують на стабільний стан національних відносин в Чернігівщині.
Північна Чернігівщина розташована на межі України, Білорусії та Росії. З 1920 входить до РРФСР, і становить південну частину Брянської губернії. — з 1944 Брянська область: 14200 км², близько 0,9 млн мешканців. Минуле Північної Чернігівщини таке саме, як минуле всієї Чернігівщини; за гетьманської держави належала до Стародубського полку; з 1782 частина Чернігівського намісництва, з 1802 Чернігівська губернія, в межах якої охоплювала повіти: Стародубський, Мглинський, Суразький і Новозибківський.
За ревізійним переписом 1899 року, етнографічними картами Олександра Ріттіха і за О. Русовим населення Північної Чернігівщини становили українці (близько 70 %) з домішкою росіян; за російським переписом 1897 року воно було рос.; мовознавці вважали мову населення білоруською говіркою. Українська держава 1917 на початку не претендувала на приналежність Північної Чернігівщини до України, але на підставі заяви земських зборів Новозибківського і Мглинського повітів (кінець 1917) про бажання увійти до складу України Українська Центральна Рада поширила територію УНР на Північну Чернігівщину. Захопивши Чернігівщину 1919, радянська влада відірвала П. Чернігівщину від Чернігівської губернії і включила її до Російської СФСР (а не до Білорусії), і вона увійшла до складу Гомельської, згодом Брянської області.
За переписом 1926 національний склад Північної Чернігівщини був такий (у тис. і в дужках — %): росіяни — 709,3 (80,6), українці — 122,9 (14,0), євреї — 32,5 (3,7), білоруси — 14,8 (1,6). Основу російського населення на Північної Чернігівщині становили старообрядці, які тут поселилися у 17 ст. їх осередком було м. Клинці, в якому вони розвинули текстильну промисловість.
Територію Північної Чернігівщини  можна вважати за мішаний український, білоруський та російський край. Тепер населення зазнає русифікації. За переписом 1959 року, в Брянській обл. жило 18 300 українців, за переписом 1970 — їх було 21 000 (в його числі 9 000 вважало українську мову за свою рідну).

## Економіка

### Сільське господарство в час УРСР
В 1976 році в області нараховувалося 503 колгоспи та 57 радгоспів (у 1970 відповідно 614 та 40).
Сільсько-господарські угіддя займали 68 % території області, з них орні землі 72 %, пасовища та сіножат — 26 %.
Загальна посівна площа у 1976 становила 1587100 га (тобто 50 % всієї території; у 1913 — 35 %), у його числі:
- під зернові та бобові — 711 800 га (44,8 %; 1913 — 25 %);
- під технічні культури — 100 500 га (6,3 %);
- під картоплю — 193 300 га (12,2 %);
- під овоче-баштанні — 19400 га (1,2 %);
- під кормові засіви — 562100 га (35,4 %).

Серед зернобобових вирощувалися озима пшениця (243300 га), кукурудза (150900 га), ячмінь (75 800 га), а також жито, зернобобові і гречка. Серед технічних культур найбільша площа була відведена під льондовгунець (49900 га) і цукровий буряк (41 800 га). За 1970 — 75 pp. сер. врожайність зернових в обл. становила 19,5 центнерів з га, у тому числі озимої пшениці — 23,6 центнерів з га; вона вища від сер. в Україні (відповідно 23,6 центнерів з га та 28,0 центнерів з га); цукрових буряків — 244,2 центнери з га, картоплі — 141,8 центнерів з га.
У 1976 в обл. нараховувалося (тисяч голів): 
- великої рогатої худоби — 1305,5 у тому числі корів — 505,1;
- свиней — 847,6;
- вівець та кіз — 245,5.

Основні породи: великої рогатої худоби — симентальська; свиней — велика біла; овець — перекос. Розвиваються також птахівництво, бджільництво та рибальство.

### Промисловість в час УРСР
У 1970 році структура промисловості виробництва становила:
- легка промисловість  44,5 %
- харчова промисловість — 24,5 %
- машинобудування та металообробна промисловість — 9,4 %
- хімічна промисловість — 8,4 %
- паливна промисловість — 5,3 %,
- деревообробна і паперова промисловість — 3,2 %.

Енергетичне господарство області базується на родовищах нафти у Гнідичівському, Прилуцькому, Леляківському, Монастирищенському родовищах. Газу у родовищі Богданівське та Мільковське. На місці покладах торфу, на використанні донецького вугілля й електроенергії Чернігівської теплоелектроцентралі та системи «Київенерго». Споруджено нафтопровід Гнідинці — Прилука — Кременчук.
Найрозвинутіші галузі легкої промисловості: текстильна, трикотажна, швейна, переробки льону та конопель і шкіргалантерейна. Вони представлені одним з найбільших текстильних підприємств в Україні — камвольно-суконним комбінатом ім. 50-річчя Радянської України (збудований 1961 — 1965), а також фабрикою первинної обробки вовни (обидва у Чернігові), текстильними фабрикати в Новгороді-Сіверському, Острі; швейними фабрикати в Чернігові, Прилуці, Ніжині; шкіргалантерейною, панчішною, трикотажною, прядильною фабрикати — всі у Прилуці. Діють 8 льонова 2 конопле заводи, взуттєві фабрики у Чернігові, Прилуці, Семенівці. Чернігівщина відома своїми нар. промислами — килимарством, мистецтво вишивками.
З галузей харч. промисловості розвинуті цукрова, спиртова, м'ясна, маслосироробна, борошномельна та консервна. Діють або діяли цукроварні у Бобровиці, Носівці, Парафіївці, Линівці, Новому Бикові; спиртові в Березнянському, Корюківському, Городнянському, Козелецькому районах; пивоварні — у Чернігові та Ніжині; підприємства м'ясної промисловості в Чернігові, Ніжині, Прилуці, Бахмачі, Новгороді-Сіверському, маслосироробної — в Ічні, Бахмачі та інших, великий консервний та олійножиркомбінат у Ніжині.
Важливого значення в економіці області набула хімічна промисловість: великий комбінат хімічного волокна, об'єднання «Хімволокно» у Чернігові (початку будови у 1955), виробництво синтетичних смол та пластмас у Прилуці, лаків та фарб у Ніжині. Машино будівництва та металообробна промисловість представлені рядом підприємств, які обслуговують здебільше потреби сіль. господарства та хімічної промисловості. Найбільші зав.: Ніжинський, Прилуцький і Мошинський с.-г. машинобудування, протипожежного устаткування та будівництва машин у Прилуці, механізми для випуску устаткування для рибної промисловості, хімічного та машинобудування у Бахмачі; автозаправних частин (філія Ґорьківського автозавод), інструментальний та ремонтний у Чернігові. У складі лісобробної, деревообробної та паперової промисловості — 6 підприємств для виробництва меблів та фабрики: музичних інструментів ім. П. Постишева (з 1934, основна продукція — піаніно), технічного паперу та картонажу — у Корюківці. Промисловість будівельних матеріалів виробляє залізобетонові конструкції, покрівельні матеріали (Чернігів), цеглу тощо.

#### Народне господарство
До 1920х pp. Чернігівщині була відсталою сільсько-господарським регіоном з незначною промисловістю, близько 80 % населення жило з сільського господарства. Сільське господарство на Чернігівщині стояло на найнижчому рівні в Україні. Ще до кінця 19 ст. в загальному вжитку була соха й рало, обробка землі та її угноєння були недостатні, забезпечення селян землею незадовільне, внаслідок чого Чернігівщина терпіла на аграрне перенаселення. Панівною системою сільського господарства було трипілля і тому близько 25 % ріллі було зайнято під толокою, а посівна площа становила лише 35 % всієї території. Близько 80 % посівної площі припадало на зернові, 12 % на картоплю, 4 % на кормові, 4 % на технічні культури.
Основні збіжжі культури: жито, овес, гречка (найбільший гречаний район в Україні), далі пшениця й ячмінь. Урожайність — 10 — 12 центнерів з 1 га у смузі Лісостепу, менше на Чернігівському Поліссі. Поширений тут також льон, тютюн, у Лісостепу — цукровий буряк. Зараз унаслідок загального демографічного спаду, та, особливо Чорнобильської аварії, кількість населення Чернігівщини значно зменшилась.

#### Галузі промисловості
Галузі промисловості: харчова, ткацька (найбільш розвинута на Північній Чернігівщині), кустарна (найбільша в Україні), хатня (на це мав вплив і довший, ніж в інших частинах України, зимовий час).
На початку 20 ст. господарство Чернігівщини дещо піднеслося, на що вплинула і діяльність земств. Але знову занепало у 1917 — 1922 pp. і докорінно змінилося вже за радянських часів у зв'язку з індустріалізацією країни та новим сільськогосподарським устроєм.
Нині Чернігівщина (Чернігівська область) належить до індустріально-аграрних регіонів України. Питома вага промисловості у сукупній валовій продукції Чернігівської області становила на 1970 — 66,4 %. За повоєнні роки більшість діючих підприємств зазнала багаторазових реконструкцій, створено нові галузі промисловості: нафтохімічну, приладобудування, текстильну, машинобудівну, паливну (55% видобутку нафти в Україні). Промислова продукція підприємств області експортується до 50 країн світу. Далі важливу роль в економіці області відіграє сільське господарство, що нині являє собою інтенсивне багатогалузеве виробництво, яке спеціалізується на землеробстві зерно-картопляного та тваринництві молочно-м'ясного напряму.

### Транспорт
Залізниці розпочали будувати у 1860-х pp.
Перші лінії: Київ— Вороніж (1867) і Лібава — Ромни (1873).
У 1976 році експлуатаційна довжина залізниць — 892 км.
Територією обл. проходять залізниці:
- Київ — Ніжин — Бахмач (і далі на Москву),
- Гомель — Бахмач,
- Київ — Ніжин — Чернігів — Гомель,
- Чернігів — Ніжин — Прилуки, Чернігів — Коростень — Новгород — Сіверський — Новозибків — Гомель.

Головні залізничні вузли: Бахмач, Ніжин, Прилуки.
Загальна протяжність автомобільних шляхів: 7 500 км, у тому числі з твердим покриттям — 3 600 км.
Електрифіковано лінії:
- Прип'ять (Семиходи)-Славутич-Чернігів,
- Чернігів-Ніжин,
- Конотоп-Бахмач-Ніжин-Київ.

Планується електрифікація залізниць: Чернігів-Гомель, Бахмач-Гомель після завершення електрифікації Білоруською зупинкою залізниці Мінськ-Гомель.
Через область проходять автомаґістралі:
- Київ — Чернігів — Гомель — Вітебськ,
- Київ — Димерка — Кролевець — Глухів,
- Чернігів — Прилуки — Лубни.

Судноплавство розвинене по Дніпру, Десні, Сожі, частково по Снову та Сейму.
Важливе значення мав Чернігівський порт на Десні (закритий в 2012 році).
Територією обл. проходить газопровід Дашава — Київ — Москва.